# Lake Burragorang
Der Lake Burragorang ist ein großer Stausee im Osten des australischen Bundesstaates New South Wales. Er entstand durch den Bau der Warragamba-Talsperre am Fluss gleichen Namens bei der Kleinstadt Warragamba ca. 65 km westlich von Sydney. Dort werden die Wasser des Kedumba River, des Coxs River, des Kowmung River, des Wollondilly River, des Tonalli River  und des Nattai River angestaut, die alle vorher in den Coxs River, bzw. den Warragamba River, mündeten. Der See dient als wichtigster Trinkwasserspeicher für die Region Sydney. Er liegt in den Blue Mountains und ist von mehreren Nationalparks und staatlichen Naturschutzgebieten, wie dem Blue-Mountains-Nationalpark, dem Kanangra-Boyd-Nationalpark, dem Nattai-Nationalpark, dem Burragorang State Recreation Park, dem Nattai State Recreation Park und dem Yerranderie State Recreation Park umgeben.

## Burragorang Valley
Der Warragamba River fließt durch eine enge Schlucht, die 300–600 m breit und 100 m tief ist. Am oberen Ende öffnete sich diese Schlucht in ein weites Tal, das Burragorang Valley. Vor dem Bau des Staudamms war das Tal seit dem 19. Jahrhundert von weißen Siedlern bewohnt. Eine Reihe ländlicher Kleinstädte, wie z. B. Burragorang, und Kohlebergwerke lagen im Tal. Heute sind sie alle überflutet.

## Staudamm und Stausee

### Pläne und Bau
1845 wurde der Entdecker Paul Edmund de Strzelecki auf den Warragamba River als mögliche Wasserquelle für Sydney aufmerksam. 1867 schlugen Unterstützer erstmals den Bau eines Staudamms vor. Zwischen 1867 und 1946 gab es verschiedene Vorschläge für den Staudammbau, bevor man sich für den heutigen Standort entschied. 1940 wurde ein Wehr mit Pumpstation unter dem Namen Warragamba Emergency Scheme unterhalb des heutigen Staudamms eingebaut.
1943 ließ das Metropolitan Water, Sewerage and Drainage Board den vorgeschlagenen Standort vom Geologen William R. Browne untersuchen. Browne fand aber einen geeigneteren Standort und setzte seine Beratungstätigkeit bis zur Fertigstellung des Damms fort. Der leitende Ingenieur war Thomas H. Upton. Der Bau des Damms begann 1948 und dauerte bis 1960. So entstand der Lake Burragorang, einer der größten Trinkwasserspeicher der Welt.
Die Schwerkraftmauer wurde aus 3 Mio. t. (= 1,2 Mio. m³) Beton gegossen. Um die Temperaturen bei der Aushärtung nicht zu stark ansteigen zu lassen, musste man dem flüssigen Beton Eis zugeben – was damals erstmals in Australien geschah – und zusätzlich Kühlrohre einbauen, die mit gekühltem Wasser beschickt wurden.
Nach einer neuen Schätzung der jährlichen Regenfälle in Flutrisiken in den Jahren 1987–1989 wurde die Staumauer um weitere 5 m erhöht und an der Ostseite ein zusätzlicher Ablass eingebaut.
2006 wurde im Rahmen des Deep Water Storage Recovery Project die Basis des Staudamms durchstochen, um auch die tiefsten, vorher nicht nutzbaren Wasserreserven des Stausees nutzen zu können. Da dieser Teil des Wassers nicht durch Schwerkraft ausfließt, musste in den Gebäuden des früheren Warragamba Emergency Scheme eine neue Pumpstation installiert werden. So konnte die nutzbare Wassermenge um 8 % erhöht werden.

### Stauvolumen
Der Stausee hat heute eine nutzbare Kapazität von 2027 Mio. m³. Vor dem Ende des Deep Water Storage Recovery Project im April 2006 waren es nur 1857 Mio. m³.
Es gibt Befürchtungen, dass die Bevölkerungsentwicklung im Großraum Sydney den Trinkwasserbedarf bis weit ins 21. Jahrhundert weiter ansteigen lassen wird. Die Bevölkerungszahl der Stadt wächst jedes Jahr um ungefähr 50.000 und Ende 2003 musste das Wasser bereits rationiert werden. Jede große Dürre führt zu weiteren Schwierigkeiten.
Es gab schon Zeiten, in denen der See über die Maßen entleert wurde. Seit er zuletzt 1998 vollständig gefüllt war, gab es im Einzugsbereich des Warragamba River extrem geringe Regenfälle. Am 8. Februar 2007 wurde der bisherige Niedrigststand mit nur 32,5 % der vollen Füllmenge erreicht; bis Ende 2008 stieg sie wieder auf 60 %. Zur Sicherstellung der Trinkwasserversorgung von Sydney ließ die Regierung des Bundesstaates New South Wales ein Umkehrosmosewerk in Kurnell bauen.
Nach ausgiebigen Regenfällen im Frühjahr 2012 erreichte der See nach 14 Jahren wieder die volle Höhe und der Überschuss musste abgelassen werden.

### Zugang zum See
Der Lake Burragorang ist von einer 3 km breiten Trinkwasserschutzzone umgeben, die nicht betreten werden darf. Für Wanderer gibt es zwei Zugangskorridore, vom Mount Mouin zum Mount Cookem und vom Beloon Pass nach Yerranderie. Eine beschränkte Zufahrt für Straßenfahrzeuge gibt es in der Feuerschneise W4 vom Sheahys Creek nach Yerranderie.

### Kraftwerk
Das Kraftwerk an der Warragamba-Talsperre wird eingeschaltet, sobald der Wasserstand im Stausee auf 1 m unterhalb der Maximalkapazität gestiegen ist. Es liefert eine elektrische Leistung von 50 MW, aber seit 1998 erreichte der Wasserstand im See nicht mehr die für einen Betrieb erforderliche Höhe.

### Daten des Staudamms
- Höhe: 142 m
- Kronenlänge: 351 m
- Kronenbreite: 8,5 m
- Basisbreite: 104 m

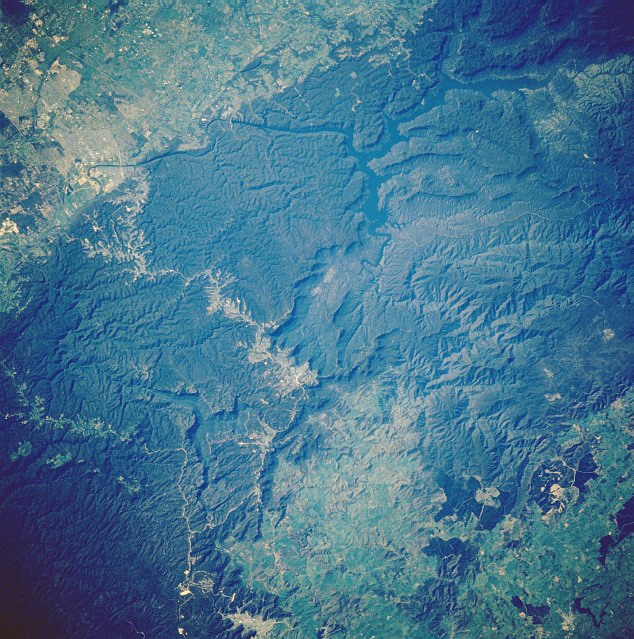
Aufnahme des Lake Burragorang aus dem All (November 1985). In der oberen linken Ecke (Blickrichtung ungefähr nach Südosten) kann man die westlichen Vorstädte von Sydney erkennen. In der Mitte und etwas unterhalb ist auch ein geschlängelter Korridor von Zivilisation nach Katoomba und Blackheath in den bewaldeten Bergen zu sehen.

- Breite des mittleren Ablasses: 94,5 m
- Breite des Hilfsablasses (an der Mündung): 190 m
- Länge des Hilfsablasses: 700 m
- Elektrische Leistung des Kraftwerkes: 50 MW

### Daten des Stausees
- Nutzbares Volumen bei maximalem Wasserstand: 2027 Mio. m³
- Gesamtvolumen bei maximalem Wasserstand: 2031 Mio. m³
- Fläche: 75,3 km²
- Länge: 52 km
- Uferlänge: 354 km
- Größte Tiefe: 105 m
- Einzugsgebiet: 9051 km²
- Durchschnittliche Regenmenge: 840 mm / Jahr